# Jegor Podomacki
Jegor Giennadjewicz Podomacki, (ros. Егор Геннадьевич Подомацкий; ur. 22 listopada 1976 w Rybińsku) – rosyjski hokeista, reprezentant Rosji, olimpijczyk.

## Kariera zawodnicza
- Jarinterkom Jarosław (1992/1993)
- Torpedo 2 Jarosław (1993-1999)
- Torpedo Jarosław (1995-2000)
- Łokomotiw 2 Jarosław (2000/2001)
- Łokomotiw Jarosław (2000-2008)
- Łada Togliatti (1998)
- Dizel Penza (2008-2009)
- HK Ryś Podolsk (2009-2010)
- Ariada Wołżsk (2010)
- Jermak Angarsk (2010-2011)
- Mieczeł Czelabińsk (2011-2011)
- THK Twer (2012-2013)

Wychowanek Torpedo Jarosław. Wieloletni zawodnik tego klubu, przemianowanego w 2000 na Łokomotiw Jarosław w rozgrywkach Superligi. Przy czym w ostatnich latach w klubie od 2004 do 2008 występował epizodycznie i w drużynie rezerwowej. Łącznie spędził w klubie 13 sezonów. W tym czasie czterokrotnie był wybierany najlepszym bramkarzem sezonu, co stanowi do dziś rekordowe osiągnięcie.
Następnie trafiał do innych klubów, m.in. krótkotrwale grał w lidze KHL w barwach Łady. Od 2010 gra w zespołach rozgrywek Wysszaja Chokkiejnaja Liga (WHL). W październiku 2012 został zawodnikiem THK Twer. Pod koniec sierpnia 2013 rozwiązał umowę z klubem i powrócił do rodzinnego Jarosławia.
Uczestniczył w turniejach mistrzostw świata w 1998, 1999, 2000, 2002, 2003, 2004 oraz zimowych igrzysk olimpijskich 2002.

## Kariera trenerska
Od października 2013 był trenerem bramkarzy zespołu juniorskiego Łoko Jarosław, występującego w rozgrywkach MHL. W styczniu 2020 dołączył do sztabu trenerskiego Łokomotiwu jako trener bramkarzy. W sierpniu 2022 ponownie wszedł do sztabu juniorskiego zespołu Łoko. Od maja 2023 trener bramkarzy w Sibirze Nowosybirsk.

## Sukcesy
Reprezentacyjne
- Brązowy medal zimowych igrzysk olimpijskich: 2002
- Srebrny medal mistrzostw świata: 2002

Klubowe
- Złoty medal mistrzostw Rosji: 1997 z Torpedo Jarosław, 2002, 2003 z Łokomotiwem Jarosław
- Srebrny medal mistrzostw Rosji: 2008 z Łokomotiwem Jarosław
- Brązowy medal mistrzostw Rosji: 1998, 1999 z Torpedo Jarosław, 2005 z Łokomotiwem Jarosław
- Drugie miejsce w Pucharze Kontynentalnym: 2003 z Łokomotiwem Jarosław

Indywidualne
- Superliga rosyjska w hokeju na lodzie (1996/1997):
  - Najlepszy Bramkarz Sezonu
  - Złoty Kask (przyznawany sześciu zawodnikom wybranym do składu gwiazd sezonu)
  - Nagroda dla najlepszego pierwszoroczniaka
- Superliga rosyjska w hokeju na lodzie (1997/1998):
  - Najlepszy Bramkarz Sezonu
  - Złoty Kask (przyznawany sześciu zawodnikom wybranym do składu gwiazd sezonu)
- Superliga rosyjska w hokeju na lodzie (2001/2002):
  - Najlepszy Bramkarz Sezonu
  - Złoty Kask (przyznawany sześciu zawodnikom wybranym do składu gwiazd sezonu)
- Superliga rosyjska w hokeju na lodzie (2002/2003):
  - Najlepszy Bramkarz Sezonu

Wyróżnienie
- Zasłużony Mistrz Sportu Rosji w hokeju na lodzie: 2002